# Salsola crassa
Salsola crassa är en amarantväxtart som beskrevs av Friedrich August Marschall von Bieberstein. Salsola crassa ingår i släktet sodaörter, och familjen amarantväxter. Utöver nominatformen finns också underarten S. c. crassa.